# Soulieanarosor
Soulieanarosor (Rosa Soulieana-gruppen), en grupp roshybrider som alla har sitt ursprung i Rosa soulieana. De är klätterrosor.

## Sorter
'Chevy Chase'
'Kew Rambler'
'Navigator'
'Ohio'
'Wekajazoul', LONG TALL SALLY
'Wekprimsoul', SKY'S THE LIMIT
'Weksacsoul', BE-BOP
'Wick War'